# Felice Del Beccaro
Felice Del Beccaro (Lucca, 19 luglio 1909 – Lucca, 18 maggio 1989) è stato un critico letterario, paroliere e italianista italiano.

## Biografia
Ancora giovanissimo ottenne importanti riconoscimenti letterari, come il Premio Internazionale della Casa Editrice Nistri-Lischi e il Premio Letterario Caselli.
Scrisse, con lo pseudonimo di Felix, poesie (Canti de la mi' tera), opere teatrali, e anche testi per canzoni.
Fonda il Gruppo Culturale "Renato Serra" (1947-1954) presieduto da Giuseppe De Robertis; e nel 1950, insieme con Guglielmo Petroni e Mario Tobino, la «Rassegna Lucchese», un periodico di cultura a cui hanno collaborato grandi studiosi e scrittori italiani e stranieri (Walter Binni, Giuseppe Ungaretti, Robert Lowell, ecc.).
Dopo la fine della guerra, si dedicò alla critica letteraria, pubblicando articoli di vario genere su importanti quotidiani e riviste italiane e divenendo ben presto, uno dei maggiori studiosi di Carlo Collodi, Carlo Goldoni e Giovanni Pascoli. 
Nel 1972 fondò con Renzo Negri il periodico letterario Italianistica. 
La carriera accademica lo vede insegnante in prestigiosi atenei, come l'Università di Lille, l'Università di Bruxelles, l'Università di Udine, e l'Università Sorbona di Parigi, dove fu professore di letteratura italiana.
Fu anche Presidente della Fondazione nazionale Carlo Collodi e dell'Associazione culturale Italia-Francia di Lucca e socio dell'Istituto Storico Lucchese, dell'Accademia lucchese di scienze, lettere e arti, della Società Dante Alighieri, della Société des Italianisants de l'Enseignement Supérieur.

## Opere

### Saggi
- Storia del Linchetto, 1961.
- Dante e la Francia, Firenze, 1965.
- Tobino, Firenze, 1967.
- Studi pascoliani, Lucca, 1993.
- Studi di Letteratura Moderna e Contemporanea, a cura di Daniela Marcheschi, Lucca, Istituto Storico Lucchese, 2003.
- Il paesaggio in «Pinocchio» e altri scritti collodiani, a cura di Daniela Marcheschi, prefazione di Renato Bertacchini, Lucca, Istituto Storico Lucchese-Fondazione Nazionale Carlo Collodi, 2005.